# 화집
화집(畫集)은 화가별 · 시대 별 · 테마별 등으로 선택한 예술 작품의 도판을 실은 책이다.